# Rems (Gemeinde St. Valentin)
Rems ist eine Katastralgemeinde der Stadtgemeinde St. Valentin im Bezirk Amstetten in Niederösterreich.

## Geschichte
Laut Adressbuch von Österreich waren im Jahr 1938 in Rems ein Bäcker, ein Binder, zwei Gastwirte, zwei Gemischtwarenhändler, ein Landesproduktehändler, eine Schneiderin und einige Landwirte ansässig.

## Siedlungsentwicklung
Zum Jahreswechsel 1979/1980 befanden sich in der Katastralgemeinde Rems insgesamt 90 Bauflächen mit 41.884 m² und 87 Gärten auf 166.695 m², 1989/1990 waren es 167 Bauflächen. 1999/2000 war die Zahl der Bauflächen auf 246 angewachsen und 2009/2010 waren es 201 Gebäude auf 362 Bauflächen.

## Sehenswürdigkeiten

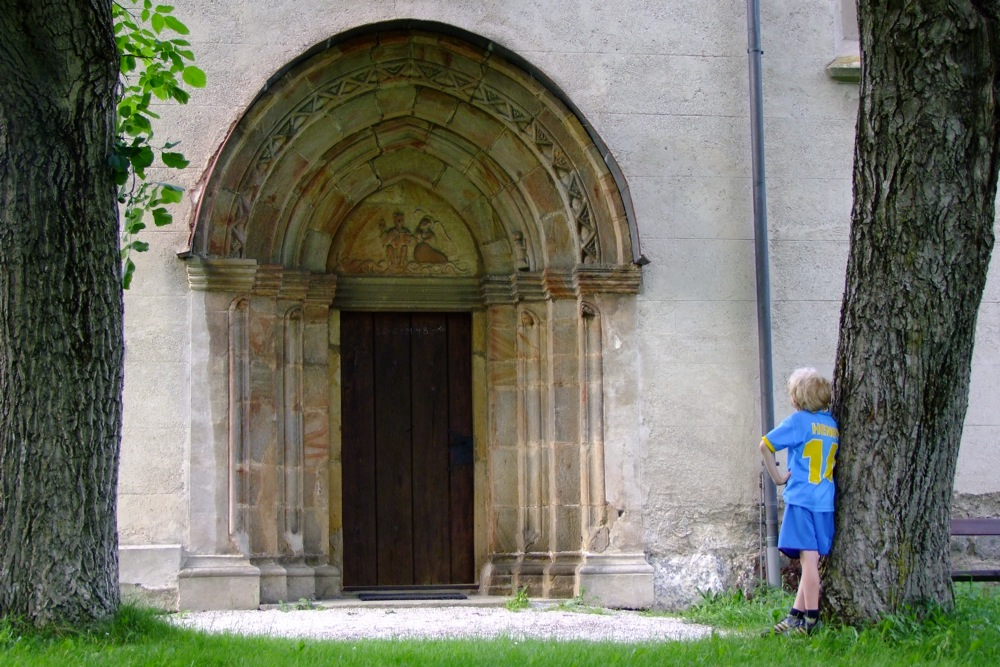
Stufenportal der Filialkirche Rems

- Die spätromanische Filialkirche Rems zur heiligen Maria Magdalena stammt aus dem zweiten Viertel des 13. Jahrhunderts und war vermutlich die Kapelle einer älteren Burg. Sie verfügt über ein bemerkenswertes vierstufig skulptiertes Spitzbogenportal und wurde um 1730 barockisiert. Die Filialkirche Rems steht unter Denkmalschutz (Listeneintrag) und ist Bestandteil des Kulturwanderwegs „Romanisches Dreieck“.[3]

## Landwirtschaft
Die Katastralgemeinde ist landwirtschaftlich geprägt. 354 Hektar wurden zum Jahreswechsel 1979/1980 landwirtschaftlich genutzt und 69 Hektar waren forstwirtschaftlich geführte Waldflächen. 1999/2000 wurde auf 339 Hektar Landwirtschaft betrieben und 69 Hektar waren als forstwirtschaftlich genutzte Flächen ausgewiesen. Ende 2018 waren 286 Hektar als landwirtschaftliche Flächen genutzt und Forstwirtschaft wurde auf 61 Hektar betrieben. Die durchschnittliche Bodenklimazahl von Rems beträgt 39,3 (Stand 2010).